# سانفورد (فلوريدا)
سانفورد (بالإنجليزية: Sanford)‏ هي مدينة أمريكية تقع في ولاية فلوريدا. ويبلغ عدد سكانها 53570 نسمة حسب إحصاء سنة 2010 م 53570.

## المناخ
يظهر الجدول التالي التغييرات المناخية على مدار السنة لسانفورد:
| البيانات المناخية لـسانفورد       | البيانات المناخية لـسانفورد | البيانات المناخية لـسانفورد | البيانات المناخية لـسانفورد | البيانات المناخية لـسانفورد | البيانات المناخية لـسانفورد | البيانات المناخية لـسانفورد | البيانات المناخية لـسانفورد | البيانات المناخية لـسانفورد | البيانات المناخية لـسانفورد | البيانات المناخية لـسانفورد | البيانات المناخية لـسانفورد | البيانات المناخية لـسانفورد | البيانات المناخية لـسانفورد |
| الشهر                             | يناير                       | فبراير                      | مارس                        | أبريل                       | مايو                        | يونيو                       | يوليو                       | أغسطس                       | سبتمبر                      | أكتوبر                      | نوفمبر                      | ديسمبر                      | المعدل السنوي               |
| --------------------------------- | --------------------------- | --------------------------- | --------------------------- | --------------------------- | --------------------------- | --------------------------- | --------------------------- | --------------------------- | --------------------------- | --------------------------- | --------------------------- | --------------------------- | --------------------------- |
| متوسط درجة الحرارة الكبرى °ف (°م) | 70 (21)                     | 73 (23)                     | 77 (25)                     | 82 (28)                     | 88 (31)                     | 90 (32)                     | 92 (33)                     | 91 (33)                     | 89 (32)                     | 84 (29)                     | 78 (26)                     | 72 (22)                     | 82 (28)                     |
| متوسط درجة الحرارة الصغرى °ف (°م) | 49 (9)                      | 51 (11)                     | 55 (13)                     | 60 (16)                     | 66 (19)                     | 72 (22)                     | 74 (23)                     | 74 (23)                     | 72 (22)                     | 66 (19)                     | 58 (14)                     | 51 (11)                     | 62 (17)                     |
| الهطول إنش (مم)                   | 2.6 (66)                    | 2.6 (66)                    | 4.1 (100)                   | 2.5 (64)                    | 3.2 (81)                    | 7.2 (180)                   | 7.4 (190)                   | 7.1 (180)                   | 6.2 (160)                   | 3.7 (94)                    | 2.5 (64)                    | 2.7 (69)                    | 51.7 (1٬310)                |
| المصدر:                           |                             |                             |                             |                             |                             |                             |                             |                             |                             |                             |                             |                             |                             |

## توأمة
لسانفورد (فلوريدا) اتفاقيات توأمة مع:
- دلتونا

## معرض صور

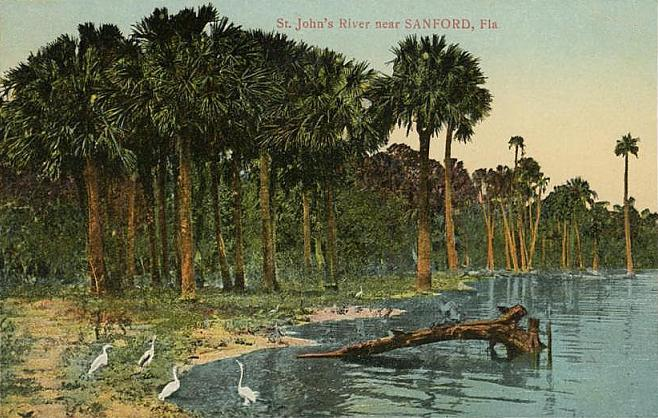
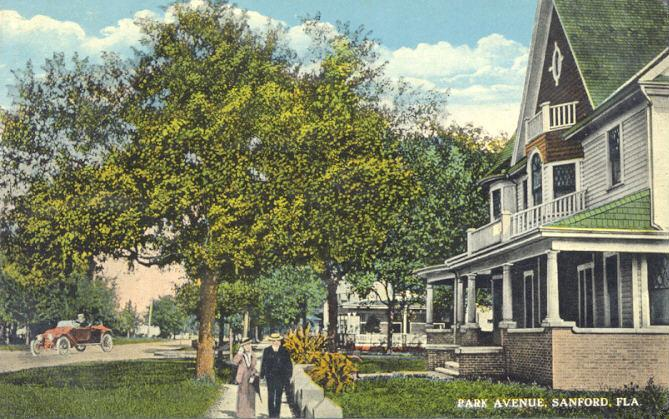
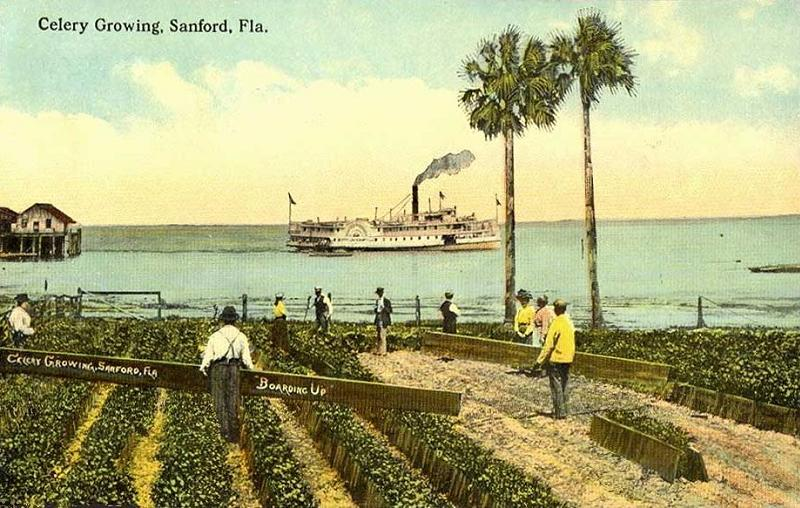
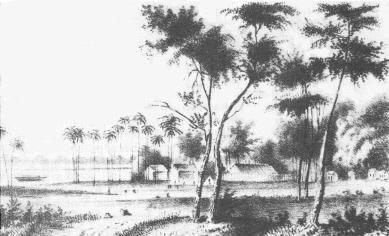

## أعلام
- تشارلي كارلسون
- توني كولينز
- تامي كليلاند
- ماري ونايت
- ديفيد إيكستاين
- هاريت مور
- فورست لاك
- إد تشابلن
- جون إتش روس